# أنتونيو فالنسيا
لويس أنتونيو فالنسيا موسكويرا من مواليد 4 أغسطس 1985، لاعب كرة قدم أكوادوري سابق. لعب مع نادي مانشستر يونايتد الإنجليزي من 2009 وحتى 2019.

## مسيرة اللاعب

### إل ناسيونال
في موسم 2003/2004 بدأ فالنسيا باللعب مع نادي إل ناسيونال الأكوادوري عندما حصل ال ناسيونال على خدماته من نادي صغير يدعى كاريبي جونيور شارك في 84 مباراة سجل فيها 20 هدفاً للفريق.
وفي عام 2005 انتقل إلى نادي فياريال الإسباني ولكنه لم يلعب إلا مبارتين مع الفريق، وفي يناير 2006 أُعير إلى نادي ريكرياتيفو هويلفا الإسباني لعام واحد؛ لعب فيه 14 مباراة سجل فيها هدف واحد.

### ويغان أتليتك
في موسم 2006 / 2007 انضم فالنسيا إلى نادي ويغان أتلتيك الإنجليزي عندما فاز مدرب ويغان بول جويل بالسباق على حصوله، حيث انضم إلى ويغان على سبيل الإعارة، وقد كانت أول مباراة له في تاريخ 19 أغسطس 2006، عندما خسر ويغان من نيوكاسل 2 / 1، وسجل هدفه الأول مع ويغان ضد مانشستر سيتي في 21 أكتوبر 2006.. في العام التالي مدد نادي ويغان اعارة فالنسيا من فياريال، وفي موسم 2008 / 2009 انتقل فالنسيا بشكل دائم إلى ويغان لثلا سنوات ونصف ولم يكشف عن قيمة الصفقة.. وكان مجمل المباريات التي لعبها مع ويغان 83 مباراة وقد سجل 7 اهداف.. ومن المباريات التي لا تنسى له والتي جعلت السير يفكر جديا بالحصول عليه كانت تلك المباراة ضد اليونايتد في الأولد ترافورد في يناير 2009 والتي خسر ويغان فيها 1 / 0.

### مانشستر يونايتد
في يوم 30 يونيو 2009 أصبح فالنسيا أول الصفقات التي يقوم بها مانشستر يونايتد في الصيف، فقد قطع فالنسيا عطلته القصيرة لاجراء الفحوصات الطبية للانضمام لليونايتد، وقد وقع على عقد مدته اربع سنوات وقد قيل ان المبلغ الذي دفع كان 16 مليون جنيه استرليني.
لعب لأول مرة مع مانشستر يونايتد في عام 2009 في مباراة الدرع الخيرية، عندما جاء بديلا للويس ناني المصاب في الدقيقة 62.
في 17 نوفمبر، سجل أول هدف له مع النادي ضد بولتون واندررز.
تبع ذلك أول هدف له في دوري أبطال أوروبا بعد أربعة أيام في الفوز 1-0 خارج أرضه أمام سيسكا موسكو.
يوم 14 مايو، أصبح أول لاعب إكوادوري يفوز بالدوري الإنجليزي الممتاز في موسم 2010-11.
وكان فالنسيا لاعبا في نهائي دوري أبطال أوروبا بين مانشستر يونايتد ضد برشلونة في استاد ويمبلي.

## المسيرة الدولية
بدأ فالنسيا باللعب مع منتخب الأكوادور لكرة القدم في 2005 خاض 38 مباراة مع المنتخب الإكوادوري وقد سجل 4 أهداف، وأستطاع أن يشارك في كأس العالم لكرة القدم 2006، وقد رشح للحصول على جائزة أفضل لاعب شاب في كأس العالم مع واين روني وكريستيانو رونالدو ولوكاس بودولسكي.
في يونيو عام 2014، كان اسمه في تشكيلة الإكوادور كقائد للفريق في نهائيات كأس العالم لكرة القدم عام 2014.

## روابط خارجية
- أنتونيو فالنسيا على موقع الاتحاد الدولي (مؤرشف)  (الإنجليزية)
- أنتونيو فالنسيا على موقع الاتحاد الأوربي (الإنجليزية)
- أنتونيو فالنسيا على موقع قاعدة بيانات كرة القدم.إي يو (الإنجليزية)
- أنتونيو فالنسيا على موقع ليكيب (الفرنسية)
- أنتونيو فالنسيا على موقع ناشيونال فوتبول تيمز (الإنجليزية)
- أنتونيو فالنسيا على موقع Soccerbase.com (لاعب) (الإنجليزية)
- أنتونيو فالنسيا على موقع Soccerway.com (الإنجليزية)
- أنتونيو فالنسيا على موقع عالم كرة القدم.نت (الإنجليزية)
- أنتونيو فالنسيا على موقع AS.com (الإسبانية)
- أنتونيو فالنسيا على موقع كووورة (العربية)